# Лорі Макніл
Лорі Макніл (англ. Lori McNeil; нар. 18 грудня 1963) — колишня американська тенісистка. Виграла Відкритий чемпіонат Франції з тенісу у змішаному парному розряді в 1988 році (з Хорхе Лосано).

## Фінали турнірів Великого шолома

### Жіночий парний розряд: 1 (1 поразка)
| Результат | Рік  | Турнір          | Покриття | Партнер       | Опоненти                        | Рахунок  |
| --------- | ---- | --------------- | -------- | ------------- | ------------------------------- | -------- |
| Поразка   | 1987 | Australian Open | Трава    | Зіна Гаррісон | Мартіна Навратілова Пем Шрайвер | 6–1, 6–0 |

### Змішаний парний розряд: 4 (1 титул, 3 поразки)
| Результат | Рік  | Турнір      | Покриття | Партнер         | Опоненти                            | Рахунок       |
| --------- | ---- | ----------- | -------- | --------------- | ----------------------------------- | ------------- |
| Поразка   | 1987 | French Open | Ґрунт    | Шервуд Стюарт   | Пем Шрайвер Еміліо Санчес Вікаріо   | 6–3, 7–6(7–4) |
| Перемога  | 1988 | French Open | Ґрунт    | Хорхе Лосано    | Бренда Шульц-Маккарті Міхіл Схаперс | 7–5, 6–2      |
| Поразка   | 1992 | French Open | Ґрунт    | Браян Шелтон    | Аранча Санчес Вікаріо Марк Вудфорд  | 6–2, 6–3      |
| Поразка   | 1994 | Wimbledon   | Трава    | T. J. Middleton | Гелена Сукова Тодд Вудбрідж         | 3–6, 7–5, 6–3 |

## Фінали Туру WTA

### Одиночний розряд: 21 (10–11)
| Перемога — Легенда            |
| ----------------------------- |
| Турніри Великого шолома (0–0) |
| Турніри WTA Tour (0–0)        |
| Tier I (0–1)                  |
| Tier II (1–0)                 |
| Tier III (2–2)                |
| Tier IV (2–1)                 |
| Tier V (3–2)                  |
| Virginia Slims (2–5)          |

| Титули за покриттям |
| ------------------- |
| Тверде (4–3)        |
| Трава (4–2)         |
| Ґрунт (0–1)         |
| Килим (2–5)         |

| Результат | Ранг | Дата             | Турнір                   | Покриття   | Опонент             | Рахунок                 |
| --------- | ---- | ---------------- | ------------------------ | ---------- | ------------------- | ----------------------- |
| Поразка   | 1.   | 24 лютого 1986   | Оклагома-Сіті            | Килим (I)  | Марселла Мескер     | 4–6, 6–4, 3–6           |
| Поразка   | 2.   | 14 липня 1986    | Ньюпорт                  | Трава      | Пем Шрайвер         | 4–6, 2–6                |
| Перемога  | 1.   | 15 вересня 1986  | Тампа                    | Тверде     | Зіна Гаррісон       | 2–6, 7–5, 6–2           |
| Перемога  | 2.   | 22 вересня 1986  | Tulsa                    | Тверде     | Бет Герр            | 6–0, 6–1                |
| Поразка   | 3.   | 9 лютого 1987    | Оклагома-Сіті            | Тверде     | Елізабет Смайлі     | 6–4, 3–6, 5–7           |
| Поразка   | 4.   | 29 березня 1987  | Piscataway               | Килим (I)  | Гелена Сукова       | 0–6, 3–6                |
| Поразка   | 5.   | 28 вересня 1987  | Новий Орлеан             | Килим (I)  | Кріс Еверт          | 3–6, 5–7                |
| Перемога  | 3.   | 22 лютого 1988   | Оклагома-Сіті            | Килим (I)  | Бренда Шульц        | 6–3, 6–2                |
| Поразка   | 6.   | 16 травня 1988   | Женева                   | Ґрунт      | Барбара Паулюс      | 4–6, 7–5, 1–6           |
| Перемога  | 4.   | 11 липня 1988    | Ньюпорт                  | Трава      | Барбара Поттер      | 6–4, 4–6, 6–3           |
| Поразка   | 7.   | 30 січня 1989    | Toray Pan Pacific Open   | Килим (I)  | Мартіна Навратілова | 7–6(7–3), 3–6, 6–7(5–7) |
| Перемога  | 5.   | 14 серпня 1989   | Альбукерке               | Тверде     | Елна Рейнах         | 6–1, 6–3                |
| Перемога  | 6.   | 11 лютого 1991   | Denver                   | Килим (I)  | Манон Боллеграф     | 6–3, 6–4                |
| Перемога  | 7.   | 8 квітня 1991    | Japan Open (теніс)       | Тверде     | Сабін Аппельманс    | 2–6, 6–2, 6–1           |
| Поразка   | 8.   | 22 липня 1991    | Westchester              | Тверде     | Ізабель Демонжо     | 4–6, 4–6                |
| Поразка   | 9.   | 17 лютого 1992   | Оклагома-Сіті            | Тверде (I) | Зіна Гаррісон       | 5–7, 6–3, 5–7(10)       |
| Перемога  | 8.   | 15 червня 1992   | Eastbourne International | Трава      | Лінда Вілд          | 6–4, 6–4                |
| Перемога  | 9.   | 7 червня 1993    | Birmingham Classic       | Трава      | Зіна Гаррісон       | 6–4, 2–6, 6–3           |
| Перемога  | 10.  | 6 червня 1994    | Birmingham Classic       | Трава      | Зіна Гаррісон       | 6–2, 6–2                |
| Поразка   | 10.  | 12 червня 1995   | Birmingham Classic       | Трава      | Зіна Гаррісон       | 3–6, 3–6                |
| Поразка   | 11.  | 6 листопада 1995 | Філадельфія              | Килим (I)  | Штеффі Граф         | 1–6, 6–4, 3–6           |

### Парний розряд: 64 (33–31)
| Перемога — Легенда            |
| ----------------------------- |
| Турніри Великого шолома (0–1) |
| Турніри WTA Tour (0–0)        |
| Tier I (3–2)                  |
| Tier II (4–8)                 |
| Tier III (8–5)                |
| Tier IV (4–2)                 |
| Tier V (4–3)                  |
| Virginia Slims (10–10)        |

| Титули за покриттям |
| ------------------- |
| Тверде (13–9)       |
| Трава (4–3)         |
| Ґрунт (6–7)         |
| Килим (10–12)       |

| Результат | Ранг | Дата              | Турнір                                 | Покриття   | Партнер                    | Опоненти                                    | Рахунок             |
| --------- | ---- | ----------------- | -------------------------------------- | ---------- | -------------------------- | ------------------------------------------- | ------------------- |
| Перемога  | 1.   | 26 вересня 1983   | Bakersfield                            | Тверде     | Кайл Коупленд              | Енн Генрікссон Патрісія Медрадо             | 6–4, 6–3            |
| Поразка   | 1.   | 1 квітня 1985     | Seabrook Island                        | Ґрунт      | Еліз Берджін               | Світлана Пархоменко Лариса Савченко-Нейланд | 1–6, 3–6            |
| Перемога  | 2.   | 21 жовтня 1985    | Брайтон                                | Килим (I)  | Катрін Сюїр                | Барбара Поттер Гелена Сукова                | 4–6, 7–6(3), 6–4    |
| Поразка   | 2.   | 24 лютого 1986    | Оклагома-Сіті                          | Килим (I)  | Катрін Сюїр                | Марселла Мескер Паскаль Параді              | 6–2, 6–7(1), 1–6    |
| Поразка   | 3.   | 6 жовтня 1986     | Zurich Open                            | Килим (I)  | Алісія Молтон              | Штеффі Граф Габріела Сабатіні               | 6–1, 4–6, 4–6       |
| Перемога  | 3.   | 27 жовтня 1986    | Індіанаполіс                           | Тверде (I) | Зіна Гаррісон              | Кенді Рейнолдс Енн Сміт                     | 4–5 ret.            |
| Перемога  | 4.   | 10 листопада 1986 | Сан-Хуан                               | Тверде     | Мерседес Пас               | Джиджі Фернандес Робін Вайт (тенісистка)    | 6–2, 3–6, 6–4       |
| Перемога  | 5.   | 1 грудня 1986     | Буенос-Айрес                           | Ґрунт      | Мерседес Пас               | Манон Боллеграф Ніколе Мунс-Ягерман         | 6–1, 2–6, 6–1       |
| Поразка   | 4.   | 12 січня 1987     | Відкритий чемпіонат Австралії з тенісу | Трава      | Зіна Гаррісон              | Мартіна Навратілова Пем Шрайвер             | 1–6, 0–6            |
| Поразка   | 5.   | 9 лютого 1987     | Оклагома-Сіті                          | Тверде     | Kim Sands                  | Світлана Пархоменко Лариса Савченко-Нейланд | 4–6, 4–6            |
| Поразка   | 6.   | 23 березня 1987   | Washington, D.C.                       | Килим (I)  | Зіна Гаррісон              | Еліз Берджін Пем Шрайвер                    | 1–6, 6–3, 4–6       |
| Перемога  | 6.   | 29 березня 1987   | Piscataway                             | Килим (I)  | Джиджі Фернандес           | Бетсі Нагелсен Елізабет Смайлі              | 6–1, 6–4            |
| Поразка   | 7.   | 6 квітня 1987     | Volvo Car Open                         | Ґрунт      | Зіна Гаррісон              | Мерседес Пас Ева Пфафф                      | 6–7(6), 5–7         |
| Поразка   | 8.   | 20 квітня 1987    | Х'юстон                                | Ґрунт      | Зіна Гаррісон              | Кеті Джордан Мартіна Навратілова            | 2–6, 4–6            |
| Перемога  | 7.   | 13 липня 1987     | Ньюпорт                                | Трава      | Джиджі Фернандес           | Енн Гоббс Кеті Джордан                      | 7–6(5), 7–5         |
| Поразка   | 9.   | 10 серпня 1987    | LA Women's Tennis Championships        | Тверде     | Зіна Гаррісон              | Мартіна Навратілова Пем Шрайвер             | 3–6, 4–6            |
| Перемога  | 8.   | 17 серпня 1987    | Мастерс Канада                         | Тверде     | Зіна Гаррісон              | Клаудія Коде-Кільш Гелена Сукова            | 6–1, 6–2            |
| Перемога  | 9.   | 24 серпня 1987    | Мава                                   | Тверде     | Джиджі Фернандес           | Енн Гоббс Елізабет Смайлі                   | 6–3, 6–2            |
| Перемога  | 10.  | 28 вересня 1987   | Новий Орлеан                           | Килим (I)  | Зіна Гаррісон              | Пінат Луї Гарпер Хетер Ладлофф              | 6–3, 6–4            |
| Поразка   | 10.  | 12 жовтня 1987    | Porsche Tennis Grand Prix              | Килим (I)  | Зіна Гаррісон              | Мартіна Навратілова Пем Шрайвер             | 1–6, 2–6            |
| Поразка   | 11.  | 9 листопада 1987  | Чикаго                                 | Килим (I)  | Зіна Гаррісон              | Клаудія Коде-Кільш Гелена Сукова            | 4–6, 3–6            |
| Перемога  | 11.  | 8 лютого 1988     | Даллас                                 | Килим (I)  | Ева Пфафф                  | Джиджі Фернандес Зіна Гаррісон              | 2–6, 6–4, 7–5       |
| Перемога  | 12.  | 29 лютого 1988    | Connecticut Open                       | Тверде     | Гелена Сукова              | Розалін Феербенк Гретхен Магерс             | 6–3, 6–7(5), 6–2    |
| Перемога  | 13.  | 4 квітня 1988     | Volvo Car Open                         | Ґрунт      | Мартіна Навратілова        | Клаудія Коде-Кільш Габріела Сабатіні        | 6–2, 2–6, 6–3       |
| Поразка   | 12.  | 18 квітня 1988    | Х'юстон                                | Ґрунт      | Мартіна Навратілова        | Катріна Адамс Зіна Гаррісон                 | 7–6(4), 2–6, 4–6    |
| Поразка   | 13.  | 11 липня 1988     | Ньюпорт                                | Трава      | Джиджі Фернандес           | Розалін Феербенк Барбара Поттер             | 4–6, 3–6            |
| Поразка   | 14.  | 3 жовтня 1988     | Новий Орлеан                           | Тверде     | Бетсі Нагелсен             | Бет Герр Кенді Рейнолдс                     | 4–6, 4–6            |
| Перемога  | 14.  | 24 жовтня 1988    | Брайтон                                | Килим (I)  | Бетсі Нагелсен             | Ізабель Демонжо Наталі Тозья                | 7–6(5), 2–6, 7–6(4) |
| Перемога  | 15.  | 7 листопада 1988  | Чикаго                                 | Килим (I)  | Бетсі Нагелсен             | Лариса Савченко-Нейланд Наташа Звєрєва      | 6–4, 3–6, 6–4       |
| Поразка   | 15.  | 28 листопада 1988 | Adelaide                               | Тверде     | Яна Новотна                | Сільвія Ганіка Клаудія Коде-Кільш           | 5–7, 7–6(4), 4–6    |
| Перемога  | 16.  | 27 лютого 1989    | Оклагома-Сіті                          | Тверде (I) | Бетсі Нагелсен             | Еліз Берджін Елізабет Смайлі                | w/o                 |
| Поразка   | 16.  | 20 березня 1989   | Мастерс Маямі                          | Тверде     | Джиджі Фернандес           | Яна Новотна Гелена Сукова                   | 6–7(5), 4–6         |
| Поразка   | 17.  | 24 квітня 1989    | Х'юстон                                | Ґрунт      | Джиджі Фернандес           | Катріна Адамс Зіна Гаррісон                 | 3–6, 4–6            |
| Перемога  | 17.  | 22 травня 1989    | Женева                                 | Ґрунт      | Катріна Адамс              | Лариса Савченко-Нейланд Наташа Звєрєва      | 2–6, 6–3, 6–4       |
| Перемога  | 18.  | 17 липня 1989     | Ньюпорт                                | Трава      | Джиджі Фернандес           | Елізабет Смайлі Венді Тернбулл              | 6–3, 6–7(5), 7–5    |
| Перемога  | 19.  | 23 жовтня 1989    | Брайтон                                | Килим (I)  | Катріна Адамс              | Гана Мандлікова Яна Новотна                 | 4–6, 7–6(7), 6–4    |
| Перемога  | 20.  | 30 жовтня 1989    | Індіанаполіс                           | Тверде (I) | Катріна Адамс              | Клаудія Порвік Лариса Савченко-Нейланд      | 6–4, 6–4            |
| Поразка   | 18.  | 11 лютого 1991    | Denver                                 | Килим (I)  | Патті Фендік               | Ліз Грегорі Гретчен Раш                     | 4–6, 4–6            |
| Перемога  | 21.  | 20 травня 1991    | Internationaux de Strasbourg           | Ґрунт      | Стефані Реге               | Манон Боллеграф Мерседес Пас                | 6–7(2), 6–4, 6–4    |
| Поразка   | 19.  | 22 липня 1991     | Westchester                            | Тверде     | Катріна Адамс              | Розалін Феербенк Ліз Грегорі                | 5–7, 4–6            |
| Перемога  | 22.  | 30 вересня 1991   | Мілан                                  | Килим (I)  | Сенді Коллінз (тенісистка) | Сабін Аппельманс Раффаелла Реджі            | 7–6(0), 6–3         |
| Поразка   | 20.  | 7 жовтня 1991     | Zurich Open                            | Килим (I)  | Зіна Гаррісон              | Яна Новотна Андреа Стрнадова                | 4–6, 3–6            |
| Поразка   | 21.  | 21 жовтня 1991    | Брайтон                                | Килим (I)  | Зіна Гаррісон              | Пем Шрайвер Наташа Звєрєва                  | 1–6, 2–6            |
| Перемога  | 23.  | 17 лютого 1992    | Оклагома-Сіті                          | Тверде (I) | Ніколь Брадтке             | Катріна Адамс Манон Боллеграф               | 3–6, 6–4, 7–6(6)    |
| Поразка   | 22.  | 18 травня 1992    | Internationaux de Strasbourg           | Ґрунт      | Мерседес Пас               | Патті Фендік Андреа Стрнадова               | 3–6, 4–6            |
| Перемога  | 24.  | 8 червня 1992     | Birmingham Classic                     | Трава      | Ренне Стаббс               | Сенді Коллінз (тенісистка) Елна Рейнах      | 5–7, 6–3, 8–6       |
| Перемога  | 25.  | 17 серпня 1992    | Мастерс Канада                         | Тверде     | Ренне Стаббс               | Джиджі Фернандес Наташа Звєрєва             | 3–6, 7–5, 7–5       |
| Поразка   | 23.  | 11 січня 1993     | Sydney International                   | Тверде     | Ренне Стаббс               | Пем Шрайвер Елізабет Смайлі                 | 6–7(4), 2–6         |
| Поразка   | 24.  | 1 лютого 1993     | Toray Pan Pacific Open                 | Килим (I)  | Ренне Стаббс               | Мартіна Навратілова Гелена Сукова           | 4–6, 3–6            |
| Перемога  | 26.  | 7 червня 1993     | Birmingham Classic                     | Трава      | Мартіна Навратілова        | Пем Шрайвер Елізабет Смайлі                 | 6–3, 6–4            |
| Перемога  | 27.  | 28 березня 1994   | Volvo Car Open                         | Ґрунт      | Аранча Санчес Вікаріо      | Джиджі Фернандес Наташа Звєрєва             | 6–4, 4–1 ret.       |
| Перемога  | 28.  | 16 травня 1994    | Internationaux de Strasbourg           | Ґрунт      | Ренне Стаббс               | Патрісія Тарабіні Кароліна Віс              | 6–3, 3–6, 6–2       |
| Поразка   | 25.  | 6 березня 1995    | Дельрей-Біч                            | Тверде     | Лариса Савченко-Нейланд    | Мері Джо Фернандес Яна Новотна              | 4–6, 0–6            |
| Поразка   | 26.  | 16 жовтня 1995    | Брайтон                                | Килим (I)  | Гелена Сукова              | Мередіт Макґрат Лариса Савченко-Нейланд     | 5–7, 1–6            |
| Перемога  | 29.  | 30 жовтня 1995    | Silicon Valley Classic                 | Килим (I)  | Гелена Сукова              | Катріна Адамс Зіна Гаррісон                 | 3–6, 6–4, 6–3       |
| Перемога  | 30.  | 6 листопада 1995  | Філадельфія                            | Килим (I)  | Гелена Сукова              | Мередіт Макґрат Лариса Савченко-Нейланд     | 4–6, 6–3, 6–4       |
| Поразка   | 27.  | 8 січня 1996      | Sydney International                   | Тверде     | Гелена Сукова              | Ліндсі Девенпорт Мері Джо Фернандес         | 3–6, 3–6            |
| Поразка   | 28.  | 19 лютого 1996    | Ессен                                  | Килим (I)  | Гелена Сукова              | Мередіт Макґрат Лариса Савченко-Нейланд     | 6–3, 3–6, 2–6       |
| Поразка   | 29.  | 10 червня 1996    | Birmingham Classic                     | Трава      | Наталі Тозья               | Елізабет Смайлі Лінда Вілд                  | 3–6, 6–3, 1–6       |
| Поразка   | 30.  | 11 листопада 1996 | Філадельфія                            | Килим (I)  | Ніколь Арендт              | Ліза Реймонд Ренне Стаббс                   | 4–6, 6–3, 3–6       |
| Перемога  | 31.  | 26 жовтня 1998    | Tournoi de Québec                      | Тверде (I) | Кімберлі По                | Чанда Рубін Сандрін Тестю                   | 6–7(3), 7–5, 6–4    |
| Перемога  | 32.  | 19 лютого 2001    | Оклагома-Сіті                          | Тверде (I) | Аманда Кетцер              | Джанет Лі Вінне Пракуся                     | 6–3, 2–6, 6–0       |
| Поразка   | 31.  | 21 травня 2001    | Internationaux de Strasbourg           | Ґрунт      | Аманда Кетцер              | Сільвія Фаріна-Елія Ірода Туляганова        | 1–6, 6–7(0)         |
| Перемога  | 33.  | 10 вересня 2001   | Bahia                                  | Тверде     | Аманда Кетцер              | Ніколь Арендт Патрісія Тарабіні             | 6–7(8), 6–2, 6–4    |

## Виступи на турнірах Великого Шлему

### Одиночний розряд
| Турнір                                 | 1981  | 1982  | 1983  | 1984  | 1985  | 1986  | 1987  | 1988  | 1989  | 1990  | 1991  | 1992  | 1993  | 1994  | 1995  | 1996  | 1997  | 1998  | 1999  | Career SR |
| -------------------------------------- | ----- | ----- | ----- | ----- | ----- | ----- | ----- | ----- | ----- | ----- | ----- | ----- | ----- | ----- | ----- | ----- | ----- | ----- | ----- | --------- |
| Відкритий чемпіонат Австралії з тенісу | A     | A     | 2р    | LQ    | 1р    | NH    | ЧФ    | 2р    | 1р    | 1р    | 3р    | 1р    | 2р    | A     | 3р    | 2р    | 1р    | A     | A     | 0 / 12    |
| Відкритий чемпіонат Франції з тенісу   | A     | A     | A     | 2р    | 2р    | 1р    | 1р    | 3р    | 2р    | 1р    | 1р    | 3р    | 2р    | 3р    | 1р    | A     | 1р    | 1р    | A     | 0 / 14    |
| Вімблдонський турнір                   | A     | A     | A     | 1р    | 1р    | ЧФ    | 2р    | 3р    | 2р    | 3р    | 3р    | 3р    | 2р    | ПФ    | 1р    | 3р    | 1р    | 3р    | A     | 0 / 15    |
| Відкритий чемпіонат США з тенісу       | LQ    | A     | LQ    | 2р    | 1р    | 1р    | ПФ    | 3р    | 1р    | 2р    | 2р    | 3р    | 2р    | 1р    | 2р    | 1р    | 1р    | 2р    | A     | 0 / 15    |
| SR                                     | 0 / 0 | 0 / 0 | 0 / 1 | 0 / 3 | 0 / 4 | 0 / 3 | 0 / 4 | 0 / 4 | 0 / 4 | 0 / 4 | 0 / 4 | 0 / 4 | 0 / 4 | 0 / 3 | 0 / 4 | 0 / 3 | 0 / 4 | 0 / 3 | 0 / 0 | 0 / 56    |
| Рейтинг на кінець року                 | NR    | NR    | 148   | 97    | 93    | 14    | 11    | 13    | 37    | 52    | 19    | 15    | 25    | 17    | 34    | 83    | 305   | 91    | 869   |           |

### Парний розряд
| Турнір                                 | 1983  | 1984  | 1985  | 1986  | 1987  | 1988  | 1989  | 1990  | 1991  | 1992  | 1993  | 1994  | 1995  | 1996  | 1997  | 1998  | 1999  | 2000  | 2001  | 2002  | Career SR |
| -------------------------------------- | ----- | ----- | ----- | ----- | ----- | ----- | ----- | ----- | ----- | ----- | ----- | ----- | ----- | ----- | ----- | ----- | ----- | ----- | ----- | ----- | --------- |
| Відкритий чемпіонат Австралії з тенісу | 2р    | 1р    | 1р    | NH    | F     | A     | ЧФ    | 3р    | 3р    | 3р    | ЧФ    | A     | ЧФ    | 1р    | 3р    | A     | A     | A     | A     | ЧФ    | 0 / 13    |
| Відкритий чемпіонат Франції з тенісу   | A     | 1р    | 2р    | 1р    | ЧФ    | 3р    | 2р    | 3р    | 1р    | ЧФ    | ЧФ    | 3р    | 1р    | A     | 2р    | 2р    | A     | 1р    | 1р    | 2р    | 0 / 17    |
| Вімблдонський турнір                   | A     | 2р    | 1р    | 1р    | ПФ    | ЧФ    | ЧФ    | 3р    | ЧФ    | ЧФ    | ЧФ    | 3р    | ЧФ    | 2р    | 3р    | 3р    | 1р    | 2р    | 3р    | 2р    | 0 / 19    |
| Відкритий чемпіонат США з тенісу       | A     | 2р    | 3р    | 3р    | ЧФ    | ЧФ    | 1р    | ЧФ    | 3р    | ЧФ    | ЧФ    | A     | ПФ    | ПФ    | 1р    | 1р    | 2р    | 3р    | 2р    | 1р    | 0 / 18    |
| SR                                     | 0 / 1 | 0 / 4 | 0 / 4 | 0 / 3 | 0 / 4 | 0 / 3 | 0 / 4 | 0 / 4 | 0 / 4 | 0 / 4 | 0 / 4 | 0 / 2 | 0 / 4 | 0 / 3 | 0 / 4 | 0 / 3 | 0 / 2 | 0 / 3 | 0 / 3 | 0 / 4 | 0 / 67    |
| Рейтинг на кінець року                 |       | 72    | 33    | 28    | 4     | 10    | 16    | 22    | 19    | 14    | 12    | 15    | 15    | 13    | 37    | 50    | 95    | 58    | 29    | 89    |           |

### Змішаний парний розряд
| Турнір                                 | 1986  | 1987  | 1988  | 1989  | 1990  | 1991  | 1992  | 1993  | 1994  | 1995  | 1996  | 1997  | 1998  | 1999  | 2000  | 2001  | 2002  | Career SR |
| -------------------------------------- | ----- | ----- | ----- | ----- | ----- | ----- | ----- | ----- | ----- | ----- | ----- | ----- | ----- | ----- | ----- | ----- | ----- | --------- |
| Відкритий чемпіонат Австралії з тенісу | NH    | ЧФ    | 1р    | A     | 1р    | 1р    | 1р    | A     | A     | ЧФ    | 2р    | ПФ    | A     | A     | A     | A     | 1р    | 0 / 9     |
| Відкритий чемпіонат Франції з тенісу   | 1р    | F     | W     | 1р    | 1р    | 1р    | F     | 2р    | 3р    | 2р    | A     | 2р    | ЧФ    | A     | A     | A     | A     | 1 / 12    |
| Вімблдонський турнір                   | A     | 1р    | ЧФ    | ПФ    | 3р    | 1р    | ПФ    | 2р    | F     | 3р    | 3р    | 3р    | 2р    | 1р    | 2р    | 2р    | A     | 0 / 15    |
| Відкритий чемпіонат США з тенісу       | 1р    | 2р    | 1р    | A     | 1р    | 1р    | ЧФ    | 1р    | A     | 1р    | 1р    | 1р    | A     | A     | 1р    | A     | A     | 0 / 11    |
| SR                                     | 0 / 2 | 0 / 4 | 1 / 4 | 0 / 2 | 0 / 4 | 0 / 4 | 0 / 4 | 0 / 3 | 0 / 2 | 0 / 4 | 0 / 3 | 0 / 4 | 0 / 2 | 0 / 1 | 0 / 2 | 0 / 1 | 0 / 1 | 1 / 47    |